# آلباتروس بی۳
آلباتروس بی۳ (به انگلیسی: Albatros_B.III) یک هواگرد از نوع شناسایی ساخت شرکت آلباتروس فلوکتسایک‌ورک در آلمان است.
طراح این هواگرد، ارنست هاینکل مهندس آلمانی بود.